# 366852 Ti
366852 Ti este o planetă minoră (asteroid) din centura de asteroizi. A fost descoperită pe 8 septembrie 2005 la Observatorio de La Cañada⁠(d) de Juan Lacruz⁠(d). 
Obiectul prezintă o orbită caracterizată de o semiaxă mare de 2,5529434920091 UAi, o excentricitate de 0,22, o înclinație de 9,7 ° în raport cu ecliptica.